# Městská policie Ostrava
Městská policie Ostrava je orgánem obce, resp. Statutárního města Ostravy zřízená na základě obecně závazné vyhlášky ke dni 1. 3. 1992. Ke konci roku 2024 měla Městská policie Ostrava 777 zaměstnanců, z toho 638 bylo strážníků s platným osvědčením. Ostrava je rozčleněna do 109 okrsků, v nichž působí tzv. strážníci-okrskáři. Díky místním znalostem se mohou strážníci ve svěřených okrscích efektivněji zaměřit na specifické problémy daných lokalit. Výkonem funkce ředitele městské policie je od 16. srpna 2019 pověřen Ing. Miroslav Plaček.

## Činnost
Mezi úkoly plněné strážníky patří sběr jehel a injekčních stříkaček, dohled na veřejné prostranství pomocí městského kamerového systému, měření rychlosti vozidel na vybraných úsecích pozemních komunikací a další. Preventivní akce zahrnují besedy s žáky a seniory, provoz dětského dopravního hřiště a další preventivní činnosti. Na prevenci se rovněž podílí asistenti prevence kriminality.